# Ćamil Sijarić
Ćamil Sijarić (ur. 18 grudnia 1913 w Šipovicach, zm. 1989 w Sarajewie) – czarnogórski pisarz.

## Życiorys
Syn Šabana i Elmazy Sijarić. Uczył się w Wielkiej Medresie w Skopju, a następnie w gimnazjum we Vranju. Studia prawnicze odbył na Uniwersytecie Belgradzkim.
Większość swoich powieści pisał o Czarnogórze, a jego prace zostały przetłumaczone na kilkanaście języków, m.in. francuski, niemiecki, i rosyjski.
Był żonaty z Sabiną Fehimović.